# Blanfordimys bucharicus
Blanfordimys bucharicus es una especie de roedor de la familia Cricetidae.

## Distribución geográfica
Se encuentra posiblemente en Afganistán y Tayikistán. Su  hábitat natural es clima templado desierto. 